# Militaire oefening

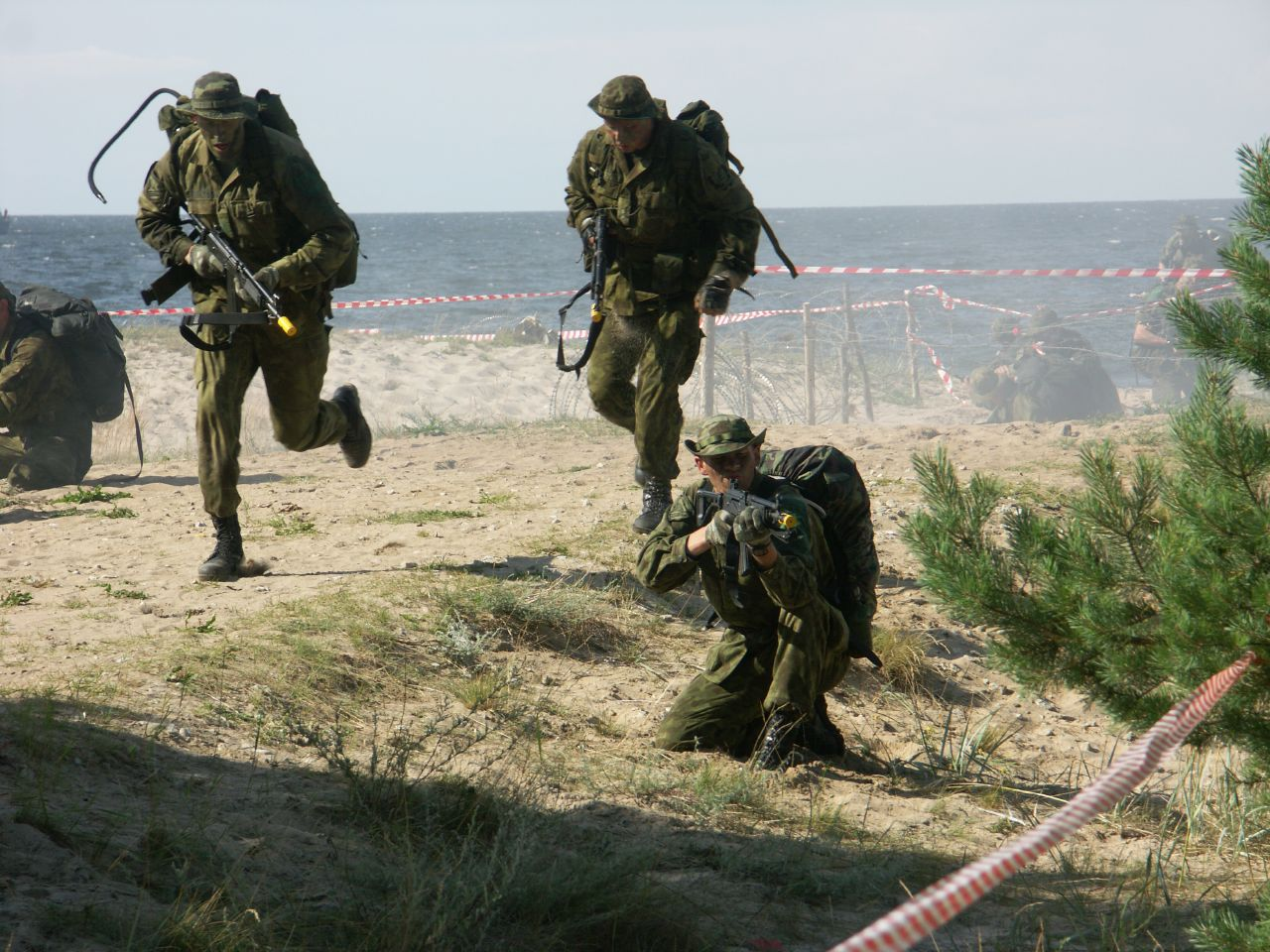
Estische troepen tijdens een militaire oefening in 2005

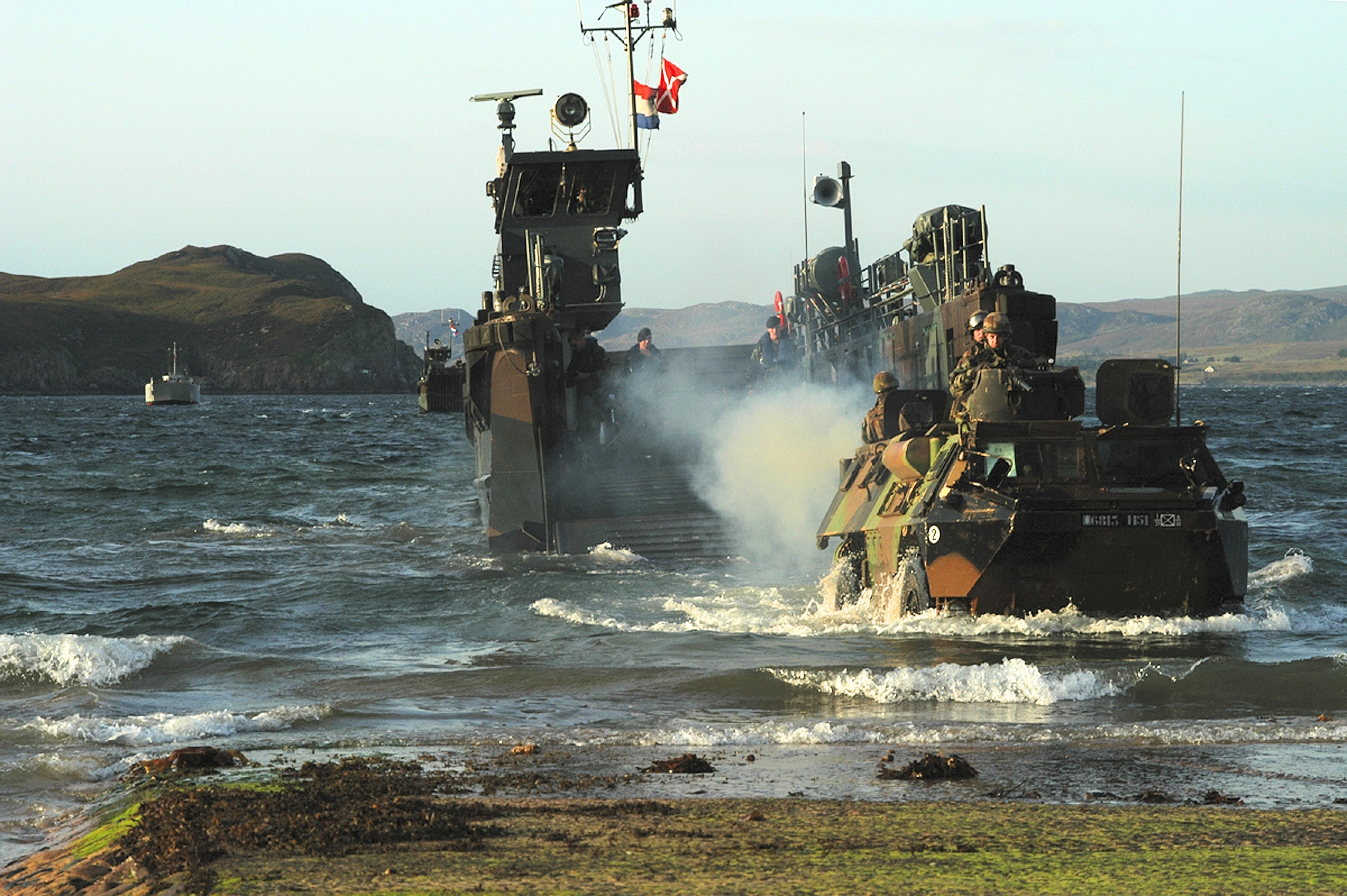
Franse amfibische landing tijdens de NAVO-oefening Northern Light in Schotland in 2003

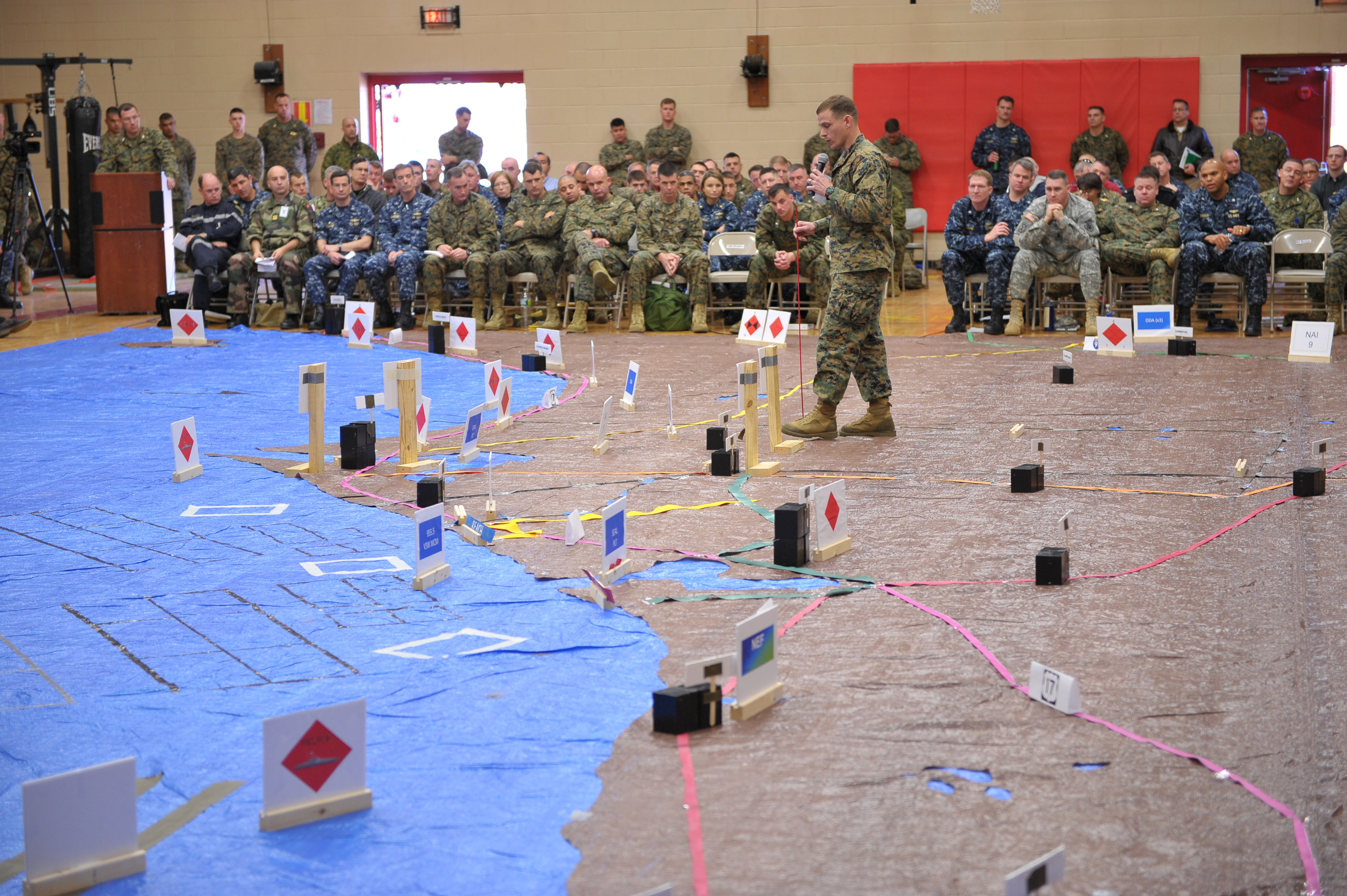
Militairen bestuderen een schaalkaart tijdens de voorbereidingen voor de multinationale militaire oefening Bold Alligator in 2012

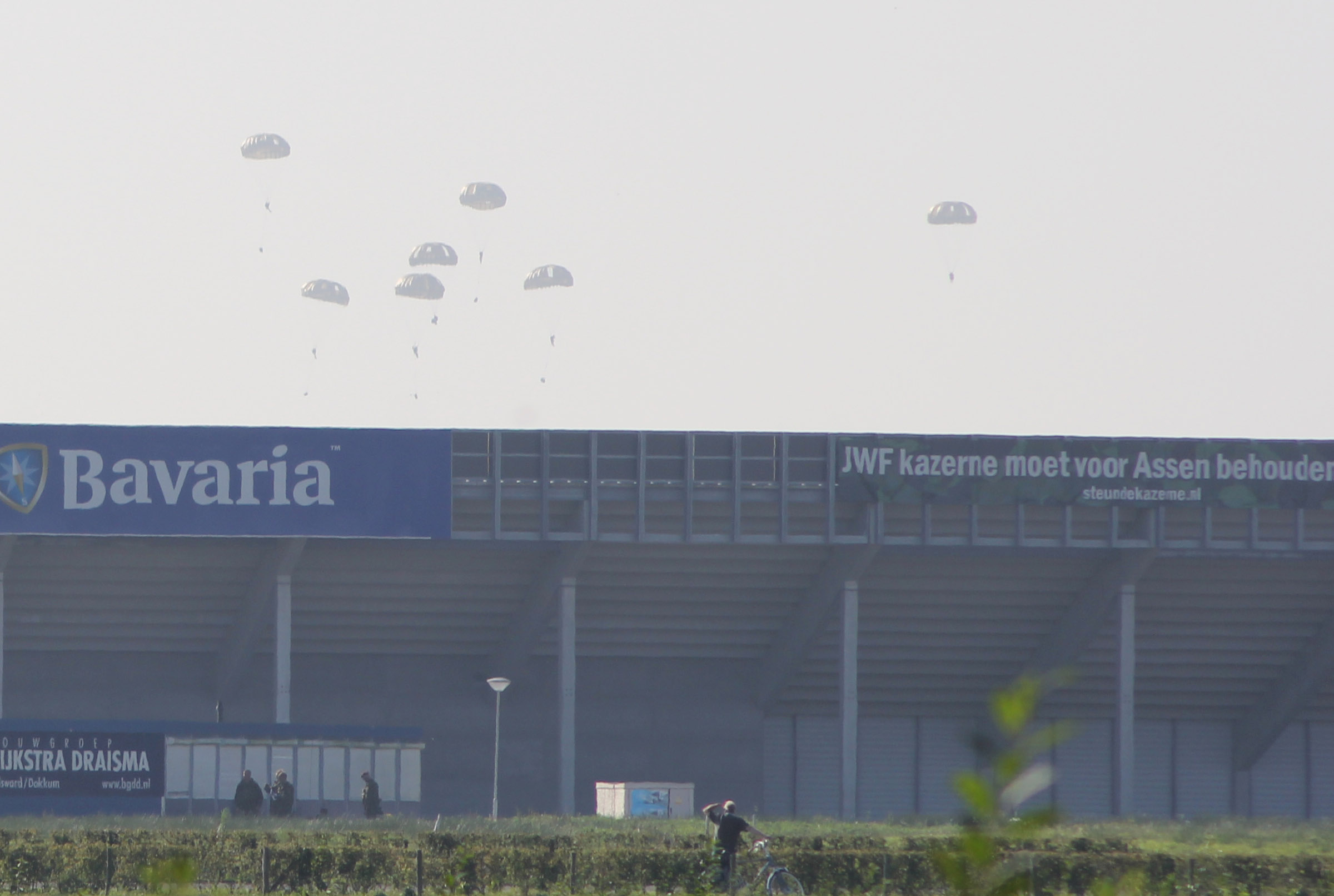
Parachutisten boven het TT-circuit van Assen tijdens Operatie Falcon Autumn in Nederland in 2011

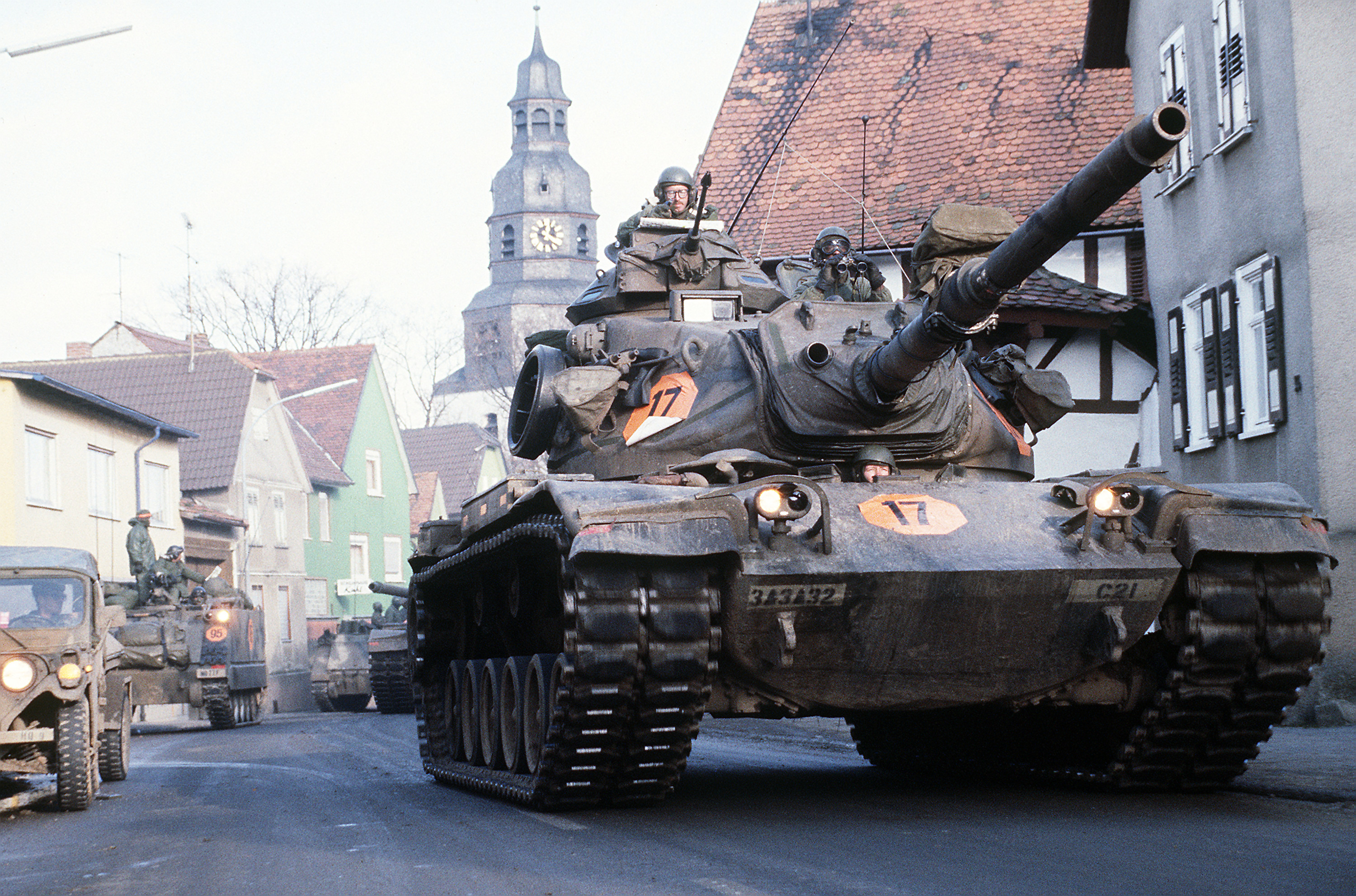
Een Amerikaanse M-60A3-tank in de straten van de Duitse plaats Langgöns tijdens de NAVO-oefening Reforger in 1985

Een militaire oefening (ook wel war game genoemd in de Verenigde Staten) is het trainen van militaire eenheden door middel van een realistische oefening, zonder dat er daadwerkelijke gevechtshandelingen plaatsvinden. Het doel is om de militaire strijdkrachten voor te bereiden voor inzet in een gewapend conflict, waaronder terroristische aanvallen. Ook kunnen militaire operaties worden uitgevoerd om de effecten van krijgsvoering te testen of bepaalde strategieën uit te proberen zonder daadwerkelijk de strijd met een andere partij aan te gaan. 
Daarnaast kan een militaire oefening worden uitgevoerd om politieke redenen, bijvoorbeeld om de eigen militaire macht te demonstreren of een politiek signaal af te geven aan een ander land of bondgenootschap. Zo voerden de Verenigde Staten en Zuid-Korea in 2010 een gezamenlijke militaire oefening uit als signaal aan Noord-Korea, dat vijf dagen eerder een Zuid-Koreaans eiland had bestookt.
Militaire oefeningen worden vaak uitgevoerd in internationaal verband, bijvoorbeeld door meerdere lidstaten van de NAVO. Ook kunnen verschillende krijgsmachtonderdelen (landmacht, marine, luchtmacht) samen oefenen. Dit worden gezamenlijke militaire oefeningen genoemd.
Sinds de 20e eeuw krijgen militaire oefeningen een eigen codenaam, net als echte militaire operaties. 

## Veldoefening
Veldoefeningen zijn een "generale repetitie" van militaire manoeuvres als oefening voor daadwerkelijke krijgsvoering. Hierbij worden de deelnemende troepen meestal ingedeeld in twee kanten, de "rode" en "blauwe" kant. De strijdende partijen moeten vooraf bepaalde doelen bereiken. Een neutrale derde partij beoordeelt of de strijdende partijen de regels volgen en evalueert het succes van de partijen.
Militaire oefeningen worden vaak uitgevoerd op een militaire basis of oefenterrein. Grootschalige oefeningen kunnen ook buiten militair gebied plaatsvinden. Om de militaire oefening zo realistisch mogelijk te maken, wordt oefenmunitie gebruikt, onder meer losse patronen, oefengranaten en rookbommen (voor simulatie van chemische oorlogsvoering). Ook kunnen burgers worden ingezet als figuranten om bijvoorbeeld rellen en opstanden van de plaatselijke bevolking na te bootsen.
Naast landmachteenheden kunnen ook eenheden van de luchtmacht en marine een militaire oefening uitvoeren.  Ook kunnen verschillende krijgsmachtonderdelen samen oefenen.
Tijdens de Koude Oorlog werden grootschalige militaire oefeningen uitgevoerd die een groot gebied konden bestrijken. Zo waren 137.000 Britse, Belgische, Nederlandse en Amerikaanse troepen betrokken bij de militaire oefening Battle Royal in West-Duitsland in september 1954, de eerste grote militaire oefening van de NAVO. 
In Nederland vond in 2011 Operatie Falcon Autumn plaats, de grootste militaire oefening in 15 jaar. Aan de militaire oefening deden 2500 militairen, 500 voertuigen en gevechts- en transporthelikopters van verschillende krijgsmachtonderdelen mee. De oefening speelde niet alleen op militaire oefenterreinen maar ook daarbuiten, waarbij burgers werden gevraagd mee te doen. Op het TT-circuit van Assen werd een denkbeeldig vliegveld vanuit de lucht aangevallen.
De Russische kernonderzeeër Koersk zonk in de Barentszzee tijdens een oefening van de Russische marine in 2000.

## Simulatie
Nabootsing of simulatie van gevechtshandelingen, ook wel wargames genoemd, is een type militaire oefening die militaire bevelhebbers de mogelijkheid geeft om verschillende militaire planningsscenario's uit te testen. Dit kan een zogenaamde zandtafel of kaart zijn waarop het slagveld op schaal wordt nagebootst, of het kan gaan om computersimulatie. In recente jaren houden deze computersimulaties ook rekening met niet-militaire factoren die de strijd kunnen beïnvloeden, zoals politieke en sociale factoren.
Op een zogenaamd virtueel slagveld kunnen complete veldoefeningen worden uitgevoerd in een digitale omgeving. Over het algemeen wordt dit bereikt door het combineren van diverse simulatoren in één virtuele werkelijkheid. Iedere soldaat en elk voertuig in de virtuele omgeving wordt hierbij bestuurd door een mens. 
De oorlogssimulatie werd begin 19e eeuw geïntroduceerd; daarvoor leerden officieren in opleiding voornamelijk door het bestuderen van historische veldslagen. In 1812, tijdens de napoleontische oorlogen, ontwikkelde het Pruisische leger het Kriegsspiel ("oorlogsspel") om Pruisische officieren te trainen. Na de vele Pruisische militaire successen in de 19e eeuw, zoals de Duitse eenwordingsoorlogen en de Frans-Duitse Oorlog (1870-1871), werd dit Kriegsspiel ook in gebruik genomen bij legers van andere landen.
Het Kriegsspiel was gebaseerd op een tafel waarop het speelveld een slagveld op schaal weergaf. In deze simulatie werden een reeks conventies van het wargame geïntroduceerd, zoals het indelen van het speelveld in een raster van vakken, verschillende terreintypes, het gebruik van dobbelstenen en het toekennen van de kleuren rood en blauw aan de twee strijdende partijen. Om het realisme te verhogen, werden ook factoren als oorlogsmist nagebootst. Tot 10 officieren konden het tegen elkaar opnemen; de officieren van dezelfde partij vormden hierbij, net als in werkelijkheid, een bevelshiërarchie. 

## Foto's

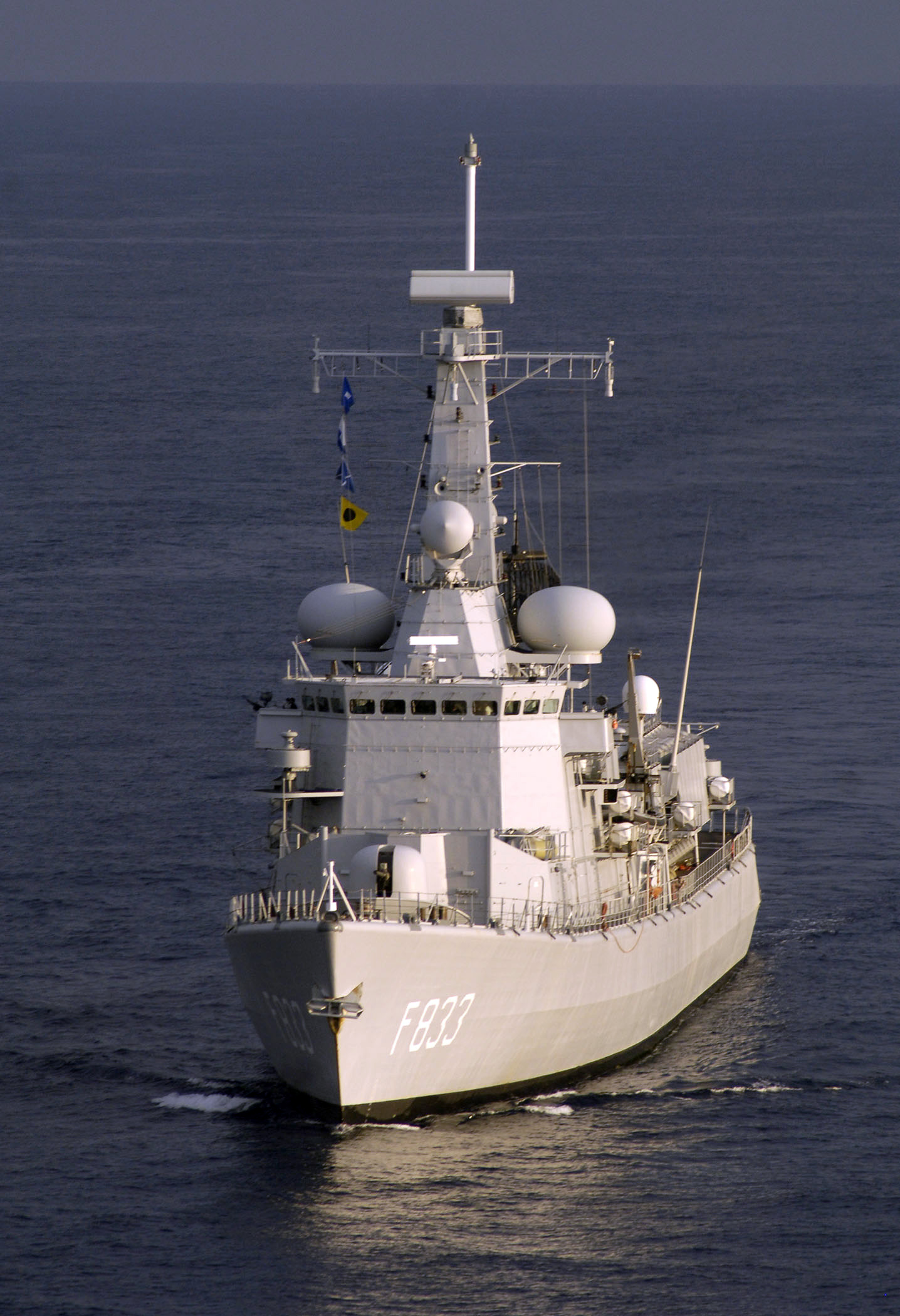
Het Nederlandse fregat Hr. Ms. Van Nes voor de kust van Panama tijdens de multinationale militaire oefening PANAMAX in 2007
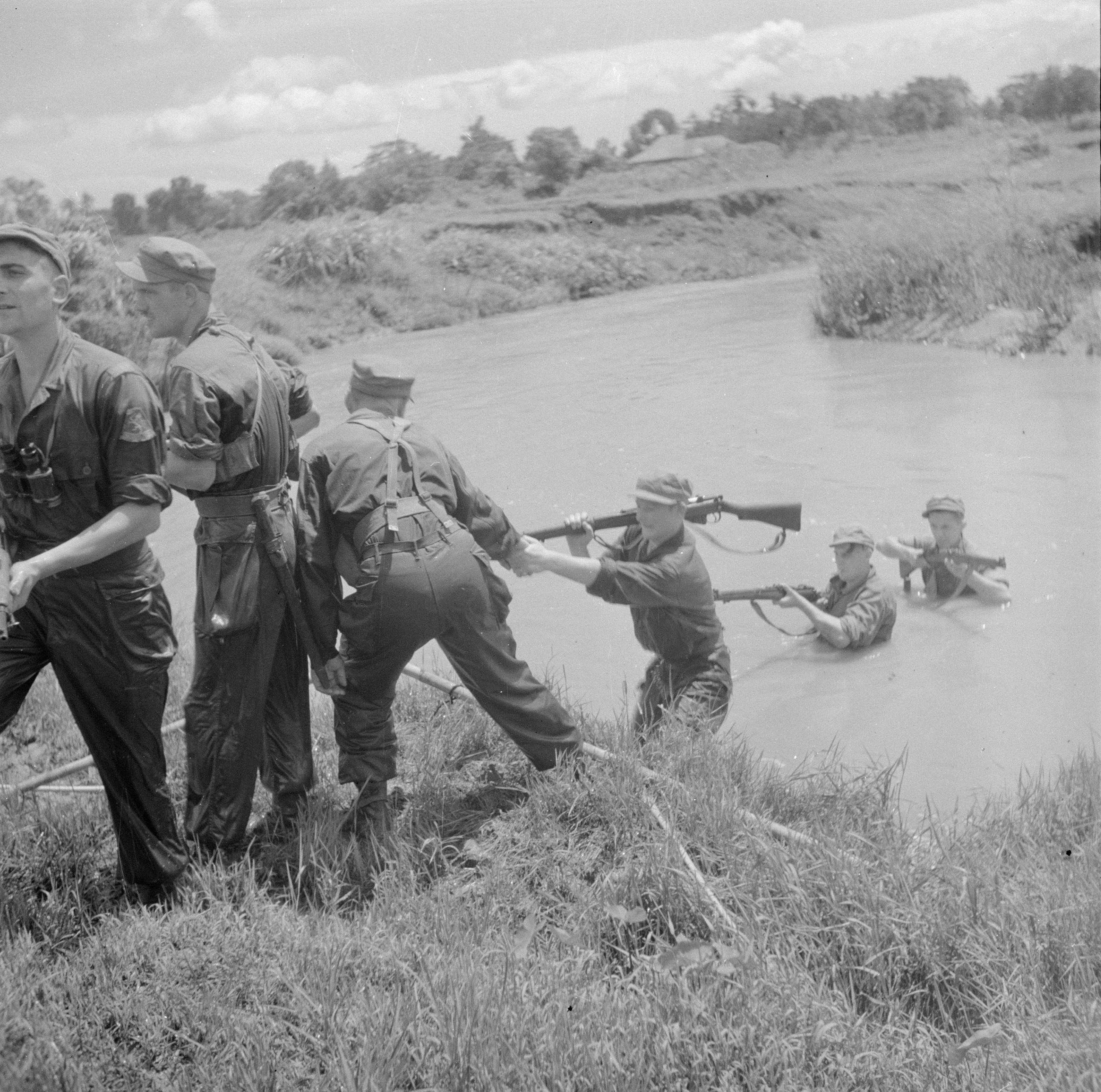
Nederlandse oorlogsvrijwilligers in Nederlands-Indië tijdens een militaire oefening in 1946
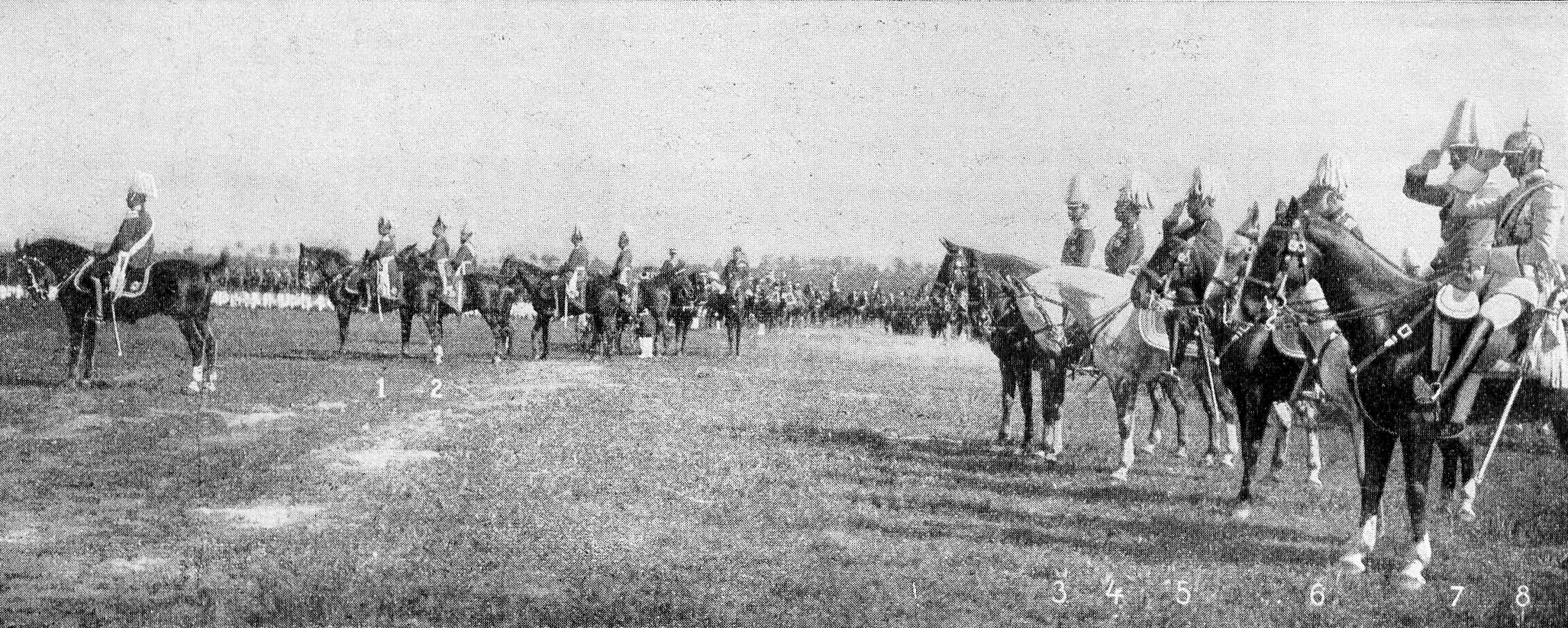
Duitse militaire oefening (Herbstmanöver) in de herfst van 1909. Keizer Wilhelm II is tweede van links.